# Скарлат Ґіка
Скарлат Ґіка (рум. Scarlat Ghica, *1715 — †2 грудня 1766, Бухарест) — господар Молдовського князівства в 1757-1758. Двічі господар Валахії (серпень 1758 — 5 червня 1761, 18 серпня 1765 — 2 грудня 1766). Він був членом роду Ґіка.

## Історія
Був старшим сином Ґриґоре Ґіки ІІ і його дружини Зої Манос з фанаріотів. Молодший брат — Матей Ґіка.
У 1757 році Скарлат Ґіка був призначений господарем Молдавії. Він не був позбавлений добрих намірів, був навіть ініціативнішим, ніж його брат. Сконцентрував свою увагу на двох проблемах: поліпшення адміністрації і надання більшої кількості посад, щоб задовольнити місцеве національне боярство та шляхту грецького походження. Господар зійшов на трон в оточенні безлічі греків, і суми, позичені для отримання господарства, були суттєвими. Щоб розплатитися з боргами, збільшив податки, повернув і підвищив податок на велику рогату худобу.
Це викликало таке невдоволення, що Порта була змушена перемістити господаря на волоський трон, який він зайняв в серпні 1758 року, за величезну суму в мільйон піастрів.
Робив численні пожертвування монастирям Святої гори (Лаврі, Ксіропотаму, Ксенофонтові, Руссікону). Помер під час господарювання, 2 грудня 1766 і похований в церкві святого Спиридона в Бухаресті.

## Сім'я
Дружини
- Катерина Раковіце
  - Александру Ґіка (господар Волощини)
- Єфросинія Цукі
  - Ніколае, Міхай, Олена
- Руксандра Мурузі
  - Ґеорґе, Ґриґоре, Іоан, Димитре, Зоя, Елене, Смаранда